# Kurt Riezler
Pour les articles homonymes, voir Riezler.
Kurt Riezler (né le 11 novembre 1882 à Munich et mort le 7 septembre 1955 à Munich) était un diplomate, homme politique et philosophe allemand. 
À partir de 1906, il est fonctionnaire des Affaires étrangères. Il occupe différents postes en Extrême-Orient, en Suède et en Russie. En 1915, il entre au cabinet du chancelier Theobald von Bethmann Hollweg. Il participe à la rédaction du programme de Septembre qui définit les buts de guerre de l'Allemagne dans la Première Guerre mondiale. Il est un de ceux qui encouragent le soutien de l'Allemagne impériale au mouvement révolutionnaire de Lénine. En avril 1918, il est nommé attaché à l'ambassade d'Allemagne auprès du gouvernement bolchevik. Le 6 juillet 1918, il est présent dans la pièce quand un groupe de socialistes-révolutionnaires russes assassine l'ambassadeur Wilhelm von Mirbach et échappe de peu aux balles. 
Après la guerre, il entre au Parti démocrate allemand et enseigne à l'université de Francfort. Il participe en 1929 au deuxième cours universitaire de Davos, parmi de nombreux intellectuels allemands et français. 
Il avait épousé en 1915 Käthe Liebermann (1885–1952), fille du peintre Max Liebermann. Ils ont une fille, Maria (1917–1997). L'origine juive de sa femme lui vaut  d'être démis de sa chaire d'université par les nazis en 1933. Il s'exile aux Etats-Unis entre 1938 et 1954 et enseigne la philosophie à la New School for Social Research. Il s'y lie notamment d'amitié avec Leo Strauss, qui lui consacrera un chapitre de son ouvrage Qu'est-ce que la philosophie politique ?

## Œuvres
- Über Finanzen und Monopole im alten Griechenland. Berlin 1907.
- Die Erforderlichkeit des Unmöglichen: Prolegomena zu einer Theorie der Politik und zu anderen Theorien. München 1913.
- Grundzüge der Weltpolitik der Gegenwart. Stuttgart/Berlin 1914.
- Gestalt und Gesetz. Entwurf einer Metaphysik der Freiheit. München 1924.
- Parmenides. Frankfurt am Main 1934.
- Traktat vom Schönen. Zur Ontologie der Kunst. Frankfurt am Main 1935.
- Physics and Reality. Lectures of Aristotle on Modern Physics at an International Congress of Science. New Haven (Connecticut) 1940.
- Man, Mutable and Immutable: The Fundamental Structure of Social Life. Chicago 1951.
- Karl Dietrich Erdmann (Hrsg.): Kurt Riezler: Tagebücher, Aufsätze, Dokumente. Göttingen 1972 (mit Schriftenverzeichnis, S. 739–742, Neuausgabe mit einer Einleitung von Holger Afflerbach, Göttingen 2008).